# Alpha Rwirangira
Alpha Rwirangira (nascut el 25 de maig de 1986) és un cantant i compositor ruandès. Canta world music, reggae, soul R&B, i música dance en anglès, suahili i kinyarwanda.

## Música
Va ser després que Rwirangira guanyés el Tusker Project Fame d'Àfrica Oriental que va començar la seva carrera musical professional. Això el va portar a gravar i col·laborar amb A.Y. (Tanzània) una cançó titulada Songa Mbele, i amb Bebe Cool la cançó Come To Me.
Després de l'alliberament de la cançó, van començar a circular rumors que Rwirangira "no és un veritable ruandès", perquè és cosí d'A.Y. Després de guanyar el Tusker Project Fame, Alpha va començar a recórrer Àfrica oriental.
En 2010 Rwirangira va acabar i publicar el seu àlbum de debut One Africa, un àlbum que va promoure la unitat i la reconciliació entre els africans, i es va publicar a Ruanda, Kenya, Uganda, Tanzània i Burundi.
En 2012, Rwirangira es va traslladar als Estats Units per assistir a la Universitat de Campbellsville, a Kentucky per continuar els seus estudis de música.
En 2012 durant les seves vacances de nadal a Ruanda, Rwirangira va registrar dos senzills, un amb King James "Connected", "Beautiful" amb Peace i "African Swagga" amb Rah P. En 2013 va treballar amb La'Myia Good en una cançó titulada "Heaven".

## Premis

### Guanyats
- 2010 Pearl of Africa Music Awards - Millor Artista Masculí Ruandès de l'Any[8]
- 2011 Pearl of Africa Music Awards - Millor Artista Masculí Ruandès[9]
- 2011 Premis AMAMU (Afrotainment Museke Africa Music Awards) - Millor Cançó d'Àfrica Oriental de l'any per Songa Mbele (Let's move forward).

### Nominacions
- 2011 Tanzania Music Awards - Millor cançó d'Àfrica Oriental per Songa Mbele amb A.Y.,

## Controvèrsia
Alpha Rwirangira va guanyar el Pearl of Africa Music Awards de 2011 com a Millor Artista Masculí Ruandès de l'Any, però es va negar a assistir a la cerimònia de premis, perquè sentia que estava mal organitzat.
Alpha Rwirangira va refusar signar amb la discogràfica sud-africana Gallo Record Company com a part de guanyar la tercera temporada del Tusker Project Fame. També va acusar Tusker Project Fame de no ajudar els antics guanyadors i que només ho organitzaven per guanyar diners.
Des de 2015 Alpha Rwirangira va informar que havia trencar amb la seva jove parella Esther Uwingabire que estava entre les participants de Miss Rwanda 2012 i els seus promotors Ernesto Ugeziwe i Tijara Kabendera però ambdues parts no confirmaren la notícia.